# Pablo Hispán
Pablo Hispán Iglesias de Ussel (Madrid, 12 de noviembre de 1973) es un político y profesor universitario español. Diputado por el Partido Popular en el Congreso de los Diputados en representación de la circunscripción de Granada (desde 2019).Profesor de Historia política en la Universidad CEU San Pablo.

## Biografía
Pablo Hispán nació en Madrid en 1973. Es antiguo alumno del colegio marianista Nuestra Señora del Pilar (Madrid). Tras licenciarse en Ciencias Económicas y Empresariales (1996) en la Universidad de Navarra, se doctoró en Historia Contemporánea (2002) en la misma universidad, y completó su formación realizando un programa Relaciones Internacionales en la Universidad de Nueva York.
Es profesor del máster en Relaciones Internacionales en la Universidad CEU San Pablo. Experto en Historia reciente de España, tanto en cuestiones de desarrollo político y económico como en política exterior.Colabora en los diarios El Paísy ABC.
Elegido diputado nacional por el Partido Popular en la XIV Legislatura. En esa legislatura, desempeñó los siguientes cargos en el Congreso de los Diputados: Diputación permanente: vocal suplente (2020-2022) y vocal (2022-2023); Junta de Portavoces: portavoz sustituto (2022-2023); Comisión de Asuntos Exteriores: vocal (2021-2023); Comisión de Interior: vocal (2021-2023) y vicepresidente segundo (2020-2021); Comisión de Cooperación Internacional para el Desarrollo: adscrito (2023); Comisión mixta para la Unión Europea: vocal (2021) y vicepresidente segundo (2021-2023); Ponencia para participar en la preparación de la presidencia española del Consejo de la Unión Europea durante el segundo semestre de 2023: Vicepresidente segundo (2022-2023); Delegación española en la Asamblea Parlamentaria del Consejo de Europa: Vicepresidente Primero (2021-2023).
En las elecciones generales de 2023 revalidó el cargo de diputado nacional, y ocupa los siguientes cargos (desde 2023): vocal de la Diputación permanente; vocal de la Comisión de Asuntos Exteriores; vocal de la Comisión de Defensa; vocal de la Comisión Mixta para la Unión Europea; presidente de la Comisión Mixta para el Estudio de los Problemas de las Adicciones; y vicepresidente primero de la Delegación española en la Asamblea Parlamentaria del Consejo de Europa.
Fue jefe de gabinete de Pablo Casado (2019-2021). 

## Publicaciones
- Los católicos entre la democracia y los totalitarismos: Política y religión 1919-1945, Madrid, Centro de Estudios Políticos y Constitucionales, 2017, 1ª, 639 pp. ISBN: 9788425917288.[11]
- La política en el régimen de Franco entre 1957 y 1961: proyectos, conflictos y luchas por el poder, Madrid, Centro de Estudios Políticos y Constitucionales, 2006, 648 pp. ISBN: 8425913403.[12]